# 1902 год в науке
В 1902 году были различные научные и технологические события, некоторые из которых представлены ниже.

## События
- 8 апреля — частное солнечное затмение (максимальная фаза 0,0643)[1].
- 22 апреля — полное лунное затмение затмение в экваториальной зоне Земли (фаза 1,33)[2].
- 7 мая — частное солнечное затмение (максимальная фаза 0,8593)[3].
- 15 августа — в городе Чероки, штат Айова, США открылся Институт психического здоровья Чероки[англ.], который находится в ведении Департамента социальных служб штата Айова[англ.][4].
- 17 октября — полное лунное затмение затмение в экваториальной зоне Земли (фаза 1,46)[2].
- 31 октября — частное солнечное затмение (максимальная фаза 0,696)[5].

## Открытия
- 23 июля — Комета Григга — Скьеллерупа (Дж. Григгом в Новой Зеландии), официальное название 26P/Grigg-Skjellerup, периодическая комета семейства Юпитера.
- Оливер Хевисайд предсказал существование слоя Кеннелли-Хевисайда[6].
- Впервые описан минерал анапаит.

## Достижения
- Фридрих Гизель[англ.] при исследовании водного раствора бромида радия установил, что вода под воздействием ионизирующего излучения разлагается на молекулярный кислород и молекулярный водород[7][8].

## Публикации
- Гиббс опубликовал монографию «Основные принципы статистической механики», оказавшую большое влияние на развитие физики[9].

## Награды
- Ломоносовская премия[10]:53-108
  - Б. И. Срезневский за изучение результатов воздействие метеорологических факторов на всевозможные проявления жизни и, в частности, засухи 1891 года и сопровождавший её неурожай, пыльные туманы 1892 года, суровая зима 1893 года, небывалые барометрические максимумы 1893, 1896 и 1900 годов и др.[11].
- Нобелевская премия
  - Физика — Хендрик Антон Лоренц, Питер Зееман, «За выдающиеся заслуги в исследованиях влияния магнетизма на радиационные явления».
  - Химия — Герман Эмиль Фишер, «За эксперименты по синтезу веществ с сахаридными и пуриновыми группами».
  - Медицина и физиология — Рональд Росс, «За работу по малярии, в которой он показал, как возбудитель попадает в организм, и тем самым заложил основу для дальнейших успешных исследований в этой области и разработки методов борьбы с малярией».
- Медаль Дарвина
  - Сэр Фрэнсис Гальтон

## Родились
- 3 мая — Альфред Кастлер, французский физик, лауреат Нобелевской премии по физике (1966).
- 8 мая — Андре Мишель Львов, французский микробиолог, лауреат Нобелевской премии по физиологии и медицине (1965 год).
- 12 мая — Фрэнк Йейтс, продолжатель работ Карла Пирсона и Роналда Фишера по созданию и развитию методов математической статистики (ум. в 1994 году).
- 16 июня — Барбара Мак-Клинток, американский учёный, одна из наиболее выдающихся цитогенетиков мира, лауреат Нобелевской премии по физиологии и медицине (1983).
- 28 июня — Владимир Николаевич Перегудов, советский учёный, инженер-конструктор, генеральный конструктор первой советской атомной подводной лодки.
- 11 июля — Сэмюэл Абрахам Гаудсмит, американский физик-теоретик.
- 28 июля — Карл Поппер, австрийский и британский философ и социолог.
- 8 августа — Поль Адриен Морис Дирак, английский физик, лауреат Нобелевской премии по физике (1933).
- 13 августа — Феликс Ванкель, соавтор изобретения роторно-поршневого двигателя (так называемого двигателя Ванкеля) (ум. 1988).
- 16 августа — Юрий Николаевич Рерих, выдающийся русский востоковед, лингвист, филолог, искусствовед, этнограф.
- 2 октября — Пётр Яковлевич Гальперин, выдающийся российский психолог, заслуженный деятель науки РСФСР, доктор педагогических наук по психологии, профессор.
- 25 октября — Николай Никифорович Павлов, советский астроном.
- 7 ноября — Эрнст Грумах, немецкий филолог еврейского происхождения.
- 17 ноября — Юджин Вигнер, венгерский физик и математик, лауреат Нобелевской премии по физике (1963).
- 6 декабря — Николай Гурьевич Четаев, российский учёный в области механики, член-корреспондент АН СССР.

## Скончались
- 6 июля — Александр Марианович Ковальский, русский астроном.
- 14 июля — Андрей Николаевич Бекетов, русский ботаник, педагог, популяризатор и организатор науки, общественный деятель.
- Ноябрь — Ладислав Йозеф Челаковский (чеш. Ladislav Josef Čelakovský), чешский ботаник.